# Handels-U-Boot

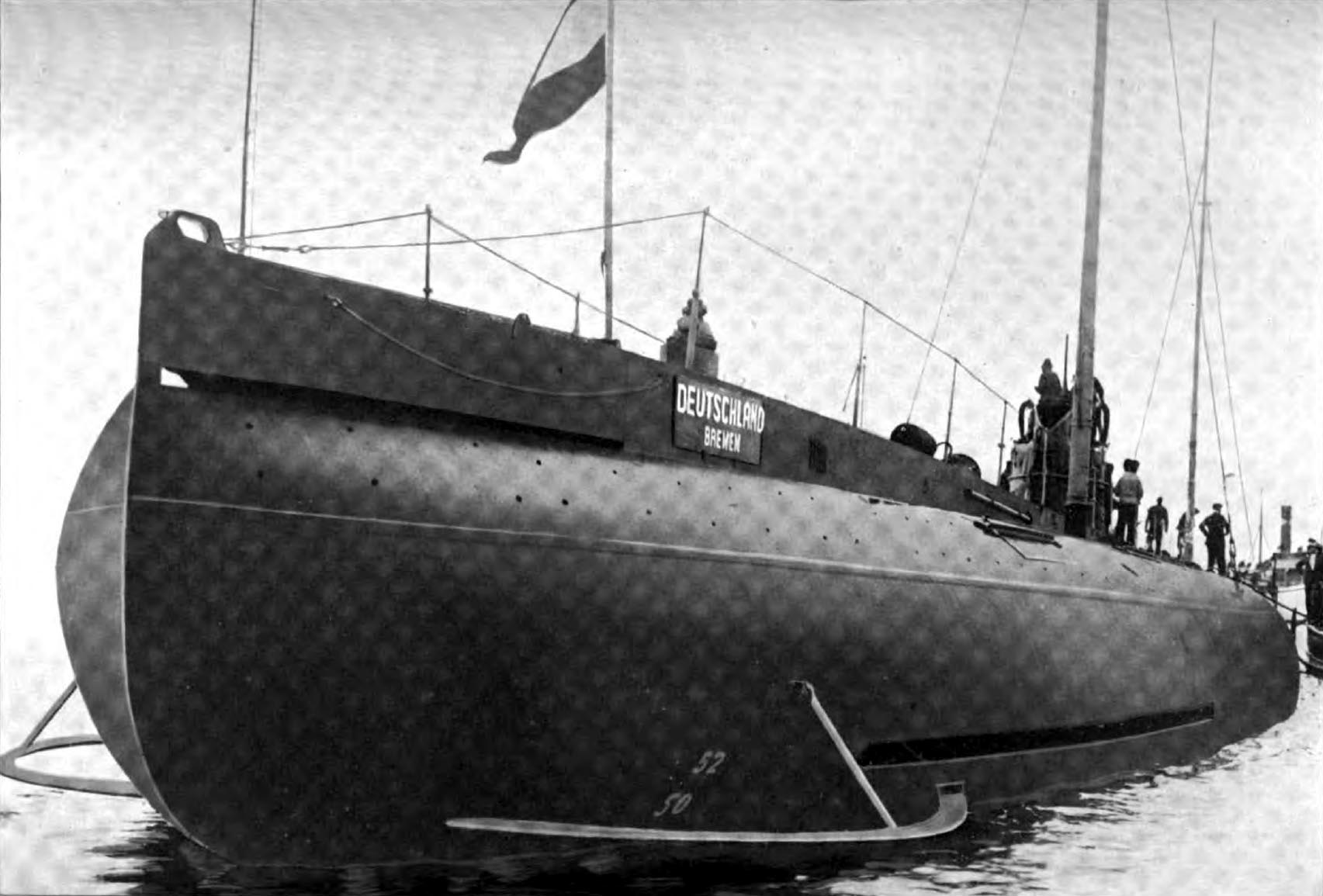
Die Deutschland als Handels-U-Boot

Als Handels-U-Boote werden nicht-militärische U-Boote bezeichnet, mit deren Hilfe Güter oder Rohstoffe trotz einer Seeblockade transportiert werden können. Gegenüber konventionellen Handelsschiffen zeichnen sich Handels-U-Boote dadurch aus, dass sie durch Tauchfahrt ein unbemerktes Durchbrechen einer Seeblockade ermöglichen. Da Handels-U-Boote unbewaffnete U-Boote sind, sind sie zivile Fahrzeuge mit einer zivilen Mannschaft und genießen damit den vollen völkerrechtlichen Schutz als Handelsschiff.

## Erster Weltkrieg
Handels-U-Boote wurden konstruiert, da das Deutsche Reich im Ersten Weltkrieg aufgrund der englischen Seeblockade vom Überseehandel weitgehend abgeschnitten war. Vordringliches Ziel war es, strategisch wichtige Rohstoffe, die für die Weiterführung des Kriegs notwendig waren, sicher ins Land zu befördern. Die Bezahlung der benötigten Rohstoffe basierte indirekt auf dem Prinzip Tauschhandel, da eine Gegenleistung in Reichsmark für die amerikanischen Handelspartner unvorteilhaft gewesen wäre.
Am 8. November 1915 gründeten der Bremer Großkaufmann Alfred Lohmann, die Reederei Norddeutscher Lloyd und die Deutsche Bank die neue Deutsche Ozean-Reederei (DOR). Bei der Gründung gaben sie ein frachttragendes U-Boot, die Deutschland, in Auftrag. U-Deutschland wurde am 28. März 1916 in das Schiffsregister eingetragen. Im Schiffsmessbrief waren 791 BRT bzw. 414 NRT eingetragen. Mit der Bremen wurde 1916 noch ein zweites Boot als Schwesterschiff der Deutschland fertiggestellt, das jedoch bei seiner ersten Reise verschollen blieb. Es wurden noch sechs weitere Handels-U-Boote in Auftrag gegeben, die jedoch noch vor ihrem ersten Einsatz als Handels-U-Boote auf Grund der verstärkten Seeblockade der Royal Navy sowie des Kriegseintritts der USA 1917 zu Artillerie-U-Booten, sogenannten U-Kreuzern, umgebaut wurden.
Pläne zur Versorgung der Kolonie Deutsch-Ostafrika und Durchbrechung der dortigen Seeblockade mit Hilfe von U-Booten kamen 1916 im Reichskolonialamt auf. Sie wurden jedoch von der Kaiserlichen Marine wegen des eigenen U-Boot-Bedarfs infolge des unbeschränkten U-Boot-Kriegs und der absehbaren technischen Hürden nicht aufgegriffen. Weitere Hindernisse waren die unübersichtliche Lage auf dem ostafrikanischen Kriegsschauplatz sowie der Rückzug der deutschen Schutztruppe von den Küstenplätzen.

## Zweiter Weltkrieg
Während des Zweiten Weltkriegs gab es Projekte, erneut Handels-U-Boote zu bauen und einzusetzen. Es blieb allerdings bei den sogenannten Milchkühen, die zur Versorgung der Hochsee-U-Boote eingesetzt wurden. Weiter wurden reguläre Kampf-U-Boote mehrfach mit Transportaufgaben betraut. Die für diesen Zweck ausgesuchten XB-Minenlegerboote brachten unter anderem technische Pläne und Materialien von Deutschland nach Japan. Zur Fracht gehörte Quecksilber, Uranoxid, V2-Raketenmotoren sowie Unterlagen zu den Me-262- und Me-163-Jägern bzw. diversen Jetantrieben. Im Gegenzug wurden Rohstoffe wie Zinn und Gummi transportiert. Von den eingesetzten acht Booten überstanden lediglich U 219 und U 234 ihren Einsatz.

## Nachkriegspläne und heutige Verwendung
Im Rahmen der Erschließung der Erdölvorkommen in Alaska und Russland gab es ebenfalls Projekte für Transport-U-Boote. Für den Transport des Öls unter dem arktischen Eis wären gigantische tauchfähige Öltanker mit Atomantrieb vorgesehen gewesen.
Ab und zu erscheinen Zeitungsmeldungen zu Schmuggler-U-Booten, die vom Zoll abgefangen wurden, weil sie für Drogenschmuggel benutzt worden sein sollen. Es wurden hierbei zunächst meistens Mini-U-Boote eingesetzt, die einige hundert Kilogramm Rauschgift transportieren können, aktuelle Boote haben jedoch eine Transportkapazität im Tonnenbereich. Das wohl größte Schmuggler-U-Boot wurde vor seiner Fertigstellung in einer Untergrundwerft in Kolumbien entdeckt und hatte eine Transportkapazität von 200 Tonnen. Die meisten dieser U-Boote werden nach russischen Vorbildern gebaut. Wesentlich ist aber, dass diese Schmuggel-U-Boote bisher nicht vollständig tauchen können und deshalb auch als Halbtauchboote bezeichnet werden. Dies bedeutet, dass sich das Boot unter der Wasseroberfläche bewegt, aber sich zumindest ein Turmaufbau oder auch noch ein größerer Teil der Oberseite des Schiffes oberhalb des Wassers befindet und somit die Steuerung vereinfacht wird und der Antrieb über normale Dieselmotoren erfolgen kann, da die Luftzufuhr sichergestellt ist. Es ist üblich, dass diese Boote nur zum einmaligen Transport eingesetzt werden und am Ankunftsort versenkt werden. Mittlerweile wird geschätzt, dass bereits ein Drittel der Drogen, die auf dem Seeweg in die USA geschafft werden sollen, per U-Boot transportiert werden.

## Bekannte Handels-U-Boote
Weltweit wurden bislang nur zwei größere Handels-U-Boote konstruiert und eingesetzt. Dies waren die deutschen Handels-U-Boote Deutschland und Bremen, die zur Zeit des Ersten Weltkriegs in Dienst gestellt wurden.

### U-BootDeutschland
Die U-Deutschland war das einzige Handels-U-Boot, das zwei Handelsfahrten zwischen den USA und Deutschland vollenden konnte. Es wurde nach Kriegseintritt der USA zum U-Kreuzer umgebaut.

### U-BootBremen
Das Schwesterschiff der Deutschland, die Bremen, ging auf der Jungfernreise verloren. Ihr Schicksal wurde bis heute nicht aufgeklärt. Nach der Fertigstellung wurde sie am 8. Juli 1916 der DOR übergeben und in das Schiffsregister von Bremen eingetragen. Kapitän war Karl Schwartzkopf. Er war Reserveoffizier der Marine, auf U-Booten ausgebildet und vor Übernahme der Bremen aus dem aktiven Dienst entlassen worden. Am 21. August 1916 verließ die Bremen den Kieler Hafen und machte kurz im Helgoländer Hafen Station, um dann die Überfahrt anzutreten. Auf dieser Reise blieb sie verschollen. Auch nach Beendigung der Feindseligkeiten wurde das Schicksal dieses Bootes nicht geklärt; allerdings meldete der britische Hilfskreuzer Mantua eine Kollision mit einem U-Boot-ähnlichen Objekt südlich von Island. Eine andere Theorie, die unter anderem der Marinehistoriker Anthony Preston vertritt, geht von einem Minentreffer aus.